# نشان ملی مکزیک
نشان ملی مکزیک (به اسپانیایی: Escudo Nacional de México) در حال حاضر نماد مهمی در سیاست کشور مکزیک و همچنین فرهنگ این کشور در طول قرن‌ها بوده‌است.
این نشان یا علامت دولت یک عقاب طلایی مکزیکی را به تصویر می‌کشد که بر روی یک کاکتوس در حال خوردن یک مار است. این نشان به بنیاد شهر تنوشتیتلان و تمدن آزتک‌ها بر می‌گردد. آزتک‌ها در انتظار به پیش آمدن یک پیشگویی باستانی بودند که قبیله‌های سرگردان در آن زمان به دنبال آن بودند، این پیشگویی از محل مورد نظر برای بنیاد یک شهر بزرگ که باید به دست آنان ساخته شد سخن می‌گفت. در جایی که یک عقاب در حال خوردن یک مار، بالای یک کاکتوس نشسته باشد. این نشان به طور رسمی در مهر ایالات متحدهٔ مکزیک و همچنین دولت فدرال، ایالتی و شهری به کار گرفته می‌شود.

## افسانهٔ تنوشتیتلان
افسانهٔ تنوشتیتلان پیرامون محل مورد نظر برای بنیاد یک شهر بزرگ چنین می‌گفت:
بروید و ببینید کاکتوس وحشی را: و در آنجا خواهید دید ساکت عقاب را که بر روی آن قد علم کرده‌است. آنجا غذا می‌خورد، آنجا پرهایش را شانه می‌کند، و با آن قلب شما خوشحال خواهد شد: آنجا قلب کوپیل "Copil" است که شما در آب‌هایی که می‌پیچند و می‌پیچند پرتابش کردید!، آنجا آمده و افتاده، و در میان سنگ‌ها، در غارها که میان نی‌ها و جگن‌ها هستند، از قلب کوپیل "Copil" یک کاکتوس وحشی جوانه زده، آنجا خواهیم بود و آنجا پادشاهی خواهیم کرد! آنجا صبر خواهیم کرد و همه نوع از مردم را پیدا خواهیم کرد. سینه‌های ما، سرهای ما، پیکان‌های ما، سپرهای ما، آنجاست که نشانشان خواهیم داد: آنجاست که همه آنان که در اطراف ما هستند فتح می‌کنیم! اینجا خواهد بود، پایدار شهر ما تنوشتیتلان! آنجایی که عقاب فریاد می‌کشد، بال‌هایاش را باز می‌کند؛ آنجا که او غذا می‌خورد و آنجا که ماهی‌ها پرواز می‌کنند، آنجا که مارها عرصه می‌کنند و سوت می‌زنند! این مکزیک تنوشتیتلان خواهد بود، و بسیار چیزهای دیگری اتفاق خواهند افتاد.
آزتک‌ها این مکان را پیدا کردند و شهر تنوشتیتلان را در سال ۱۳۲۵ میلادی (۷۰۳ خورشیدی) بنیاد کردند، فرهنگ پر رونق و توسعه در این شهر به راه افتاد و تمدن آزتک‌ها بر قبیله‌های دیگر در سراسر مکزیک تسلط پیدا کردند. جزیره‌ای کوچکی که تنوشتیتلان در آن بنیاد شده بود هر روز بزرگ‌تر و بزرگ‌تر می‌شد تا اینکه، تبدیل به بزرگترین و قدرتمندترین شهر در آمریکای میانه شد. مسیرهای تجاری که کالاها را از خلیج مکزیک به این مکان می‌آوردند، همچنین از اقیانوس آرام و حتی به نظر می‌رسد از امپراتوری اینکا بر پا شده بودند. در قرن ۱۵ میلادی این شهر پایتخت امپراتوری مشیکا (آزتک) بود، و امروزه شهر مکزیکوسیتی در همین مکان است.

## پیشینهٔ نشان رسمی مکزیک
- ملی
- غیر ملی

| مکزیک پیش از استقلالشمال آمریکایی - اسپانیا نو - مکزیک آمریکایی ۱۵۳۵ — ۱۸۲۱                   |
| ۱۷ آوریل ۱۵۳۵۲۷ سپتامبر ۱۸۲۱                                                                  |
| مکزیک پس از استقلالکشور مکزیک - امپراتوری مکزیک جمهوری مکزیک - ایالات متحدهٔ مکزیک ۱۸۲۱ — ۲۰۲۵ |
| ۲ نوامبر ۱۸۲۱۱۴ آوریل ۱۸۲۳                                                                    |
| ۱۴ آوریل ۱۸۲۳۱۵ ژوئیه ۱۸۶۴                                                                    |
| ۱۵ ژوئیه ۱۸۶۴۱۹ ژوئن ۱۸۶۷                                                                     |
| ۱۹ ژوئن ۱۸۶۷۱ آوریل ۱۸۹۳                                                                      |
| ۱ آوریل ۱۸۹۳۲۰ سپتامبر ۱۹۱۶                                                                   |
| ۲۰ سپتامبر ۱۹۱۶۵ فوریه ۱۹۳۴                                                                   |
| ۵ فوریه ۱۹۳۴۱۶ سپتامبر ۱۹۶۸                                                                   |
| ۱۶ سپتامبر ۱۹۶۸ امروز                                                                         |